# 加拿大军团
加拿大軍團（英語：Canadian Corps）是第一次世界大戰中的一個軍，為加拿大遠征軍的一部份。它在1915年9月加拿大第二師抵達法國與加拿大第一師會合後成立。該軍團在同年12月為加拿大第三師所擴充，以及在1916年6月有加拿大第四師加入。加拿大第五師在1917年2月成立，但在1918年2月取消並其把人員改作接應原來的四個師。
加拿大軍團的士兵多數是出生於英國，直至到戰爭末期，加拿大出生的士兵入伍率升至51%。他們大多數是志願軍。因為直到戰爭將結束前徵兵制才開始實行，結果只有24,132名義務役在1918年11月11日（第一次世界大戰結束）前抵達法國。戰爭後期，參戰雙方都把加拿大軍團與澳紐軍團一同視為西方戰線上最有效的協約國軍事編制。